# Inge Landtbom
Inge Landtbom, född 1922, död 2010, var en svensk dragspelare från Fleringe socken på norra Gotland. Han var verksam som dans- och underhållningsmusiker på Gotland från 1940-talet och framåt. Inspirerad av kända och samtida dragspelare som Calle Jularbo, Andrew Walter m. fl. komponerade han ett stort antal gammeldanslåtar med för genren typiska titlar som "Mölnerminnen", "Afton vid Kappelshamnsviken" och "Hambo på logen".

## Spelman
Inge Landtbom har framförallt uppmärksammats som förvaltare och förmedlare av äldre gotländsk folkmusiktradition. Hans morfar, spelmannen Uno Lindblom (1864-1920), hade spelat tillsammans med de på Gotland berömda spelmännen Groddakarlarna och lärt sig deras repertoar av spelmanslåtar. Låtarna gick i arv till Inge Landtbom via dennes föräldrar Frank Landtbom och Ida Landtbom. Spelmannen och folkmusikupptecknaren Svante Pettersson publicerade flera låtar ur Groddatraditionen i folkmusiksamlingen Gutalåtar som han upptecknat efter Inge Landtbom. Inge Landtboms föräldrar Frank och Ida Landtbom hade även en omfattande repertoar av gotländska folkvisor. Flera av dessa visor publicerades av Svante Pettersson och Ragnar Bjersby i vissamlingen Gutavisor. Makarna Landtbom spelades även in av Sveriges Radios producent Matts Arnberg när denne gjorde inspelningar på Gotland 1956. Ett urval av dessa inspelningar har getts ut av Sjelvar Records på skivan Luntilua.

## Inspelningar
Inge Landtbom gjorde flera privata inspelningar av sin repertoar där han spelar såväl själv som tillsammans med andra musiker. Det finns dock inga kommersiellt utgivna inspelningar med honom, men flera av hans privata inspelningar finns idag tillgängliga på Svenskt visarkiv i Stockholm. Inspelningar med Inge Landtbom finns även i Sveriges Radio Gotlands programarkiv.